# Laser & Photonics Reviews
Laser & Photonics Reviews  est une revue scientifique du groupe John Wiley & Sons dans le domaine de l'optique. Ce journal bimestriel ne publie que des articles invités de scientifiques reconnus dans le domaine.

## Thèmes
- Laser, DEL, et autres sources de lumière
- Système d'imagerie, détecteurs et capteurs
- Dispositifs et composants Opto-électroniques
- Nouveaux matériaux
- Étude du comportement de la lumière au cours de la propagation et des interactions
- Optique et cryptographie quantiques
- Photonique ultra-rapide
- Biophotonique
- Disque optique
- Spectroscopie
- Fibres optiques et les communications optiques
- Énergie solaire
- L'affichage
- Térahertz
- Atomes froids
- Application laser en médecine